# Elektronische Systeem voor Reisvergunningen
Het Elektronisch Systeem voor Reisvergunningen, Engels: Electronic System for Travel Authorization (ESTA), is het systeem voor de verstrekking van elektronische reisvergunningen voor het reizen naar of via de Verenigde Staten van Amerika. ESTA werd door het Amerikaanse Department of Homeland Security (ministerie van Binnenlandse Veiligheid) geïntroduceerd ter controle vooraf van reizigers naar de Verenigde Staten.
De grondslag voor het proces van controle was een wijziging van artikel 217 van de Immigration and Nationality Act van de Verenigde Staten. Als gevolg daarvan moest het Department of Homeland Security verbetering van de veiligheid van het Visa Waiver Program (VWP) realiseren. Hoofddoel van het ESTA-systeem is de gegevens van alle ESTA-geregistreerde reizigers voor vertrek te vergelijken met zogenoemde rechtshandhavingslijsten. 
Voor personen met de Belgische of Nederlandse nationaliteit is de ESTA-vergunning twee jaar geldig, tenzij het paspoort eerder verloopt. De ESTA registratie kost, inclusief administratiekosten, 21 Amerikaanse dollar (2022). Op de officiële website kan met een creditcard/betaalpas of PayPal betaald worden.
In januari 2016 is er een extra restrictie opgelegd. Personen die op of na 1 maart 2011 in Iran, Irak, Libië, Noord-Korea, Somalië, Soedan, Syrië of Jemen zijn geweest, moeten voor een reis naar of via de Verenigde Staten altijd een volledig visum aanvragen. Deze bepaling geldt ook voor personen die een dubbele nationaliteit betreffende een van deze landen hebben. Eventuele eerder verleende ESTA-vergunningen voor deze personen werden ingetrokken.
Wanneer een persoon op of na 12 januari 2021 in Cuba is geweest, komt de persoon ook niet in aanmerking voor het Visa Waiver programma. Sinds deze datum is Cuba door de Verenigde Staten aangewezen als staatssponsor van terrorisme. Dit betekent dat er een visum via de Ambassade van de Verenigde Staten aangevraagd moet worden en er geen elektronische reistoestemming (ESTA) aangevraagd kan worden.  